# Pristimantis leoni
Pristimantis leoni es una especie de anfibio anuro de la familia Craugastoridae.

## Distribución
Esta especie habita entre los 1960 y 3400 m sobre el nivel del mar en las montañas de los Andes:
- en Ecuador en las provincias de Sucumbíos, Imbabura, Carchi, Napo y Pichincha;
- en Colombia en los departamentos de Nariño y Putumayo.[4]

## Etimología
Esta especie lleva el nombre en honor a Francisco Leon Rodriquez.

## Publicación original
- Lynch, 1976 : Three new leptodactylid frogs (genus Eleutherodactylus) from the Andean slopes of Columbia and Ecuador. Herpetologica, vol. 32, n.º 3, p. 310-317.[5]